# Adolf van der Voort van Zijp
Adolf Dirk Coenraad van der Voort van Zijp (* 1. September 1892 in Klambir Lima, Sumatra Utara; † 8. März 1978 in Monaco) war ein niederländischer Vielseitigkeitsreiter. Er nahm mit seinem Pferd Silver Piece an den Olympischen Sommerspielen 1924 in Paris teil und errang dort sowohl im Einzel- als auch im Mannschaftswettkampf die Goldmedaille. Letzteren Erfolg vermochte er 1928 bei den Olympischen Sommerspielen 1928 in Amsterdam zu wiederholen, während er im Einzel den vierten Platz belegte. Erneut ritt er auf Silver Piece.